# Bristol Rugby
Bristol Rugby, även kända som Bristol Bears är ett engelskt rugby union lag som spelar i högsta ligan (Premiership Rugby) i England. Bristol Rugby spelar sina hemmamatcher på Ashton Gate Stadium som ligger i Bristol. Klubben grundades 1888.

## Historia
Klubben grundades som Bristol Football Club 1888 och spelade på Gloucestershire County Cricket Ground fram till första världskriget. Efter kriget hyrde man ett fält vid Radnor Road tills ett område på sex och ett halvt tunnland känt som Buffalo Bill's Field köptes och donerades till klubben. Där byggdes arenan Memorial Ground som invigdes 1921 med en seger med 19 – 3 för Bristol mot gästande Cardiff.
Säsongen 1959–60 satte klubben ett rekord med 36 segrar och sammanlagt 384 poäng, ett resultat de slog 1971–72 då Bristol Rugby vann 39 matcher och gjorde 1145 poäng. 1983 vann klubben engelska cupen efter att ha besegrat Leicester med 28 – 22 i finalen.
1998 blev Bristol Rugby nedflyttade till andraligan Premiership Two, klubben gick nästan i konkurs och tvingades sälja hemmaarenan Memorial Stadium till Bristol Rovers FC. Bristol vann ligan följande säsong och flyttades upp till Premiership igen. 2001 tecknade klubben ett sponsoravtal med Mitsubishi och gick under namnet Bristol Shoguns fram till 2005. Efter att ha tagit sig till final säsongen 2001–02 säkrade Bristol en plats i Heineken Cup för första gången. 2003 blev klubben återigen nedflyttade och återkom till Premiership säsongen 2005–06.
Bristol Rugby spelade Heineken Cup för andra gången 2007–08 efter att ha slutat på en tredjeplats i Premiership säsongen innan. 2009 blev klubben nedflyttad till Championship och återvände till högstaligan först säsongen 2016–17. Bristol Rugby flyttade 2014 från Memorial Stadium till Ashton Gate Stadium. Efter ytterligare en vända i Championship kom klubben tillbaka till Premiership säsongen 2018–19, nu under namnet Bristol Bears. I oktober 2020 vann klubben EPCR Challenge Cup.

## Titlar
Engelska cupmästare (RFU Knockout Cup)
- 1982/83

RFU Championship
- 1988/89
- 2004/05
- 2015/16
- 2017/18

EPCR Challenge Cup
- 2019/20